# Lexicographie
 (août 2012).
La lexicographie est la science qui consiste à recenser les mots, les classer, les définir et les illustrer, par des exemples ou des expressions, pour rendre compte de l'ensemble de leurs significations et de leurs acceptions au sein d'une langue, afin de constituer un dictionnaire.
Elle se distingue de la lexicologie, de la sémantique et de l'étymologie.

## Dictionnaires
Pierre Larousse (1817-1875) mourut avant même de voir son dictionnaire achevé.
Alain Rey (1928-2020) dirigea et fut aussi le rédacteur de plusieurs types de dictionnaires dont le Dictionnaire historique de la langue française. 

## Lexicographie et dictionnairique
En 1987, Bernard Quemada propose de distinguer deux concepts essentiels dans la conception d'un dictionnaire. 
La lexicographie, d'une part, correspond à l'ensemble des activités de recherche, d'analyse lexicologique (dont étymologie et relations systémiques (notamment sémantiques)) et de compilation qui participent à l'élaboration d'un dictionnaire, qu'il y ait publication du dictionnaire ou non. 
La dictionnairique, d'autre part, désigne la discipline dont le principal objectif est la commercialisation d'un dictionnaire.

## Informatique
La lexicographie va aujourd'hui de pair avec l'informatique. L'informatique accélère et facilite grandement la tâche du lexicographe attaché à la rédaction d'un dictionnaire. 
De nombreuses langues qui auraient été jadis condamnées à disparaître, principalement à cause de la rareté de leurs locuteurs et du coût de la création d'un dictionnaire papier, peuvent être  sauvées : Toute personne ayant la double compétence lexicographique et informatique, qui  se fixe comme objectif la collecte des mots et des expressions constituant toute langue, et en réalise le corpus, peut créer un dictionnaire pour une langue en voie de disparition ou en conserver les derniers vestiges.

## Lexicographes célèbres
- Jabbour Abdelnour (libanais)

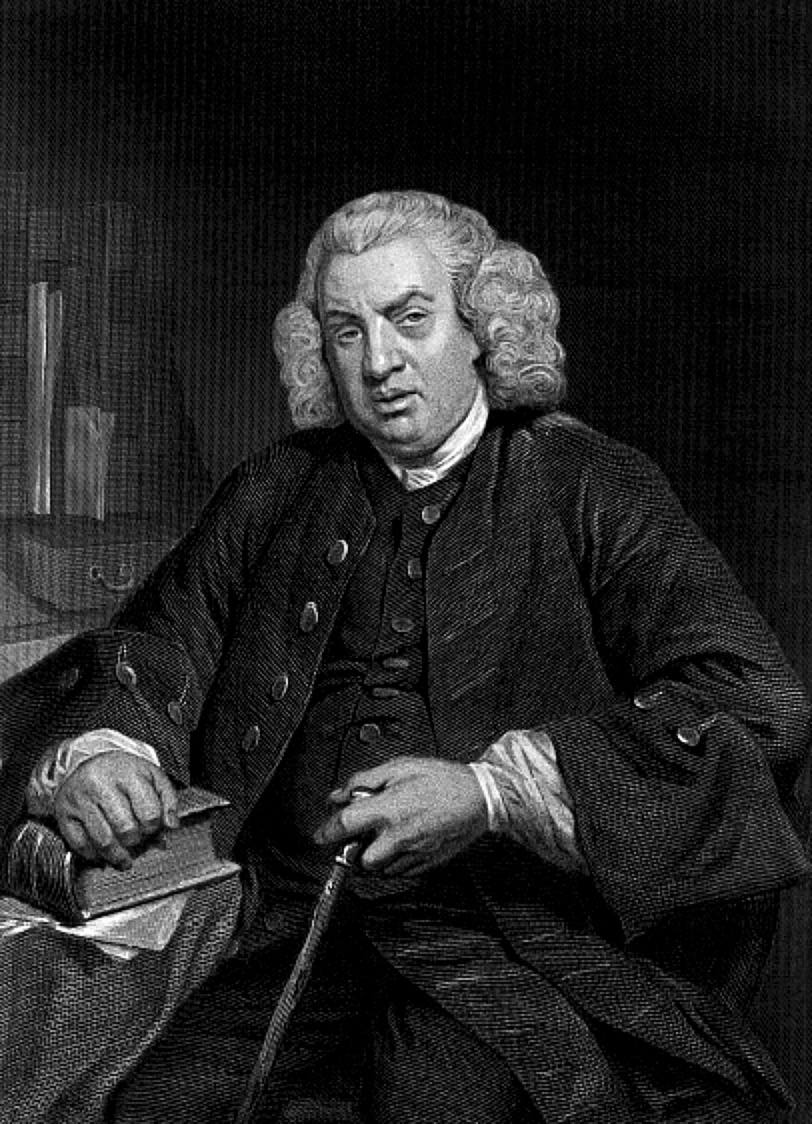
Samuel Johnson, auteur du Dictionary of the English Language (1755).

- Al-Jahiz (ou Al Jahid) (776-867) (arabe)
- Antoni Maria Alcover (1862-1932) (catalan, Diccionari català-valencià-balear)
- Al-Khalil (arabe)
- Charles Asselineau (1820-1874)
- Éliézer Ben-Yehoudah (1858-1922) (hébreu moderne)
- Avraham Even-Shoshan 1906-1984 (אַבְרָהָם אֶבֶן שׁוֹשָׁן hébreu ; )
- Prudence Boissière (1806-1885)
- Pierre-Claude-Victor Boiste (1765-1824)
- Boutros Boustani (libanais)
- Arnaud Carpooran (Créole Mauricien 'Diksioner Morisien - Premie Diksioner Kreol Monoleng')
- Mohamed Chafik (1926-) (amazigh)
- Joan de Cantalausa (ou Louis Combes) (1925-2006) (occitan, Diccionari General Occitan)
- Joan Coromines (1905-1997) (catalan, espagnol)
- Randle Cotgrave (sd-1634) (anglais)
- Séraphin Couvreur (1835-1919) (langues chinoises)
- Johan Hendrik van Dale (1828-1872) (néerlandais)
- Denis Diderot (1713-1784)
- Konrad Duden (1829-1911) (allemand)
- Charles de Foucauld (1858-1916) (tamajaq, la langue des Touaregs)
- Antoine Furetière (1619-1688)
- Bénédicte Gaillard (1960?-)
- Gabriel Girard (1677-1748)
- Frédéric Godefroy (1826-1897)
- Antônio Houaiss (1915-1999) (portugais, Dicionário Houaiss da Língua Portuguesa)
- Ibn Manzour (arabe)
- Paul Imbs (Trésor de la Langue Française - TLF)
- Louis de Jaucourt (1704-1779)
- Samuel Johnson (1709-1784) (anglais)
- Daniel Lacotte (1951-)
- Jehan Lagadeuc (XVe siècle) (breton)
- Napoléon Landais (1804-1852)
- Émile Laoust (1876-1952) (berbère)
- Pierre Larousse (1817-1875)
- Jean-Charles Laveaux (1749-1827)
- Charles Leroy (1816-1879)
- Émile Littré (1801-1881)
- Gilles Ménage (1613-1692) (grammairien)
- Frédéric Mistral (1830-1914) (occitan, 'Lou Tresor dóu Felibrige')
- María Moliner (1900-1981) (espagnol)
- Annie Mollard-Desfour (1960?-)
- Jean Nicot (1530-1600)
- Charles Nodier (1780-1844)
- Antoine Oudin (sd-1653)
- Patrik Ourednik (tchèque)
- José Antonio Pascual (1942-) (espagnol, directeur du Nouveau dictionnaire historique de la langue espagnole)
- Bernard Quemada (Trésor de la Langue Française - TLF)
- Alain Rey (1928-2020)
- Josette Rey-Debove (1929-2005)
- César-Pierre Richelet (1626-1698)
- Paul Robert (1910-1980)
- César de Rochefort (1630-1691)
- Francisco Javier Simonet (1829-1897)
- Antoine de Somaize (1630-1680)
- Miloud Taïfi (amazigh)[2]
- David Tchoubinachvili (1814-1891) (géorgien)
- Wilhelm Ténint (1817-1879)
- Hugo Paul Thieme (de)
- Noah Webster (1758-1843) (américain)
- Nicola Zingarelli (1860-1935) (italien, Vocabolario della lingua italiana)
- Arsène Roux (5 février 1893 à Rochegude - 19 juillet 1971)

### Liste internationale
- Abraham Jacob van der Aa,
- Abū l-Aswad ad-Duʾalī,
- Alberto Accarisi,
- Melchior Adam,
- Johann Christoph Adelung,
- Francesco Alunno,
- Annibale Antonini,
- Juri Derenikowitsch Apressjan,
- Claude Augé,
- Paul Augé,
- Joseph-Toussaint Avril,
- Wilhelm Bacher,
- Frang Bardhi,
- Amédée Beaujean,
- Felix Becker,
- Hugo Beikircher,
- Louis-Alexandre Bélisle,
- Gustav Eduard Benseler,
- Pamwo Berynda,
- Louis-Nicolas Bescherelle,
- Luca Antonio Bevilacqua,
- Günther Birkenfeld,
- Petrus Johannes Blok,
- Prudence Boissière,
- Pierre-Claude Boiste,
- Wenzeslaus Brack,
- Wilhelm Braun,
- Hedwig Brenner,
- Franz Brümmer,
- Antoine-Augustin Bruzen de La Martinière,
- Ambrogio Calepino,
- Adolf Callisen,
- Joachim Heinrich Campe,
- Pierre Canal,
- Cristóbal de las Casas,
- Mathieu Ceccaldi,
- Alessandro Citolini,
- Silvia Clavadetscher,
- Ignace Colombani,
- Thomas Connelly,
- Joan Coromines,
- Randle Cotgrave,
- William A. Craigie,
- Rufino José Cuervo,
- Wladimir Iwanowitsch Dal,
- Otto Dammer,
- Pierre Danet,
- Pierre Daviault,
- Bernard Degen,
- Liborius Depkin,
- Lorenz Diefenbach,
- Heinrich J. Dingeldein,
- Diogenianos Grammatikos,
- Franz Dornseiff,
- Charles du Fresne du Cange,
- Gabriel-Joseph Du Pineau,
- Marguerite-Marie Dubois,
- Konrad Duden,
- Aldo Duro,
- Heinrich Ebeling,
- Friedrich August Eckstein,
- Pierre Enckell,
- Henri Estienne,
- Robert Estienne,
- Giovanni Antonio Fenice,
- Marcus Verrius Flaccus,
- Johann Gottfried Flügel,
- Peter Flury,
- Csaba Földes,
- Tönnies Fonne,
- Egidio Forcellini,
- Lorenzo Franciosini,
- Elisabeth Frenzel,
- Harald Fricke,
- Antoine Furetière,
- Rudolf Füssli (le jeune),
- Wilhelm Gemoll,
- Karl Ernst Georges,
- Hans Giebisch,
- Hipólito San José Giral del Pino,
- Jacobus Golius,
- Abba Gregorius,
- Walter Greulich,
- Jacob Grimm,
- Wilhelm Grimm,
- Anton Johann Gross-Hoffinger,
- Johann Gottfried Gruber,
- Christian Gueintz,
- Johann Friedrich Gühling,
- Louis Guilbert,
- Otto Güthling,
- Heinz Haffter,
- Georg Christoph Hamberger,
- Jacob Hamburger,
- Theodor Heinsius,
- James Curtis Hepburn,
- Bernd-Ulrich Hergemöller,
- Rainer Hesse,
- Hesychios von Alexandria,
- Moritz Heyne,
- Johann Christian August Heyse,
- Thomas Higgins,
- Paul Hinneberg,
- Friedrich Karl Gottlob Hirsching,
- Johann Jakob Hofmann,
- Claude de Sainliens (ou Claudius Holyband),
- Christian Hünemörder,
- Ibn Manzûr,
- Paul Imbs,
- Johann Theodor Jablonski,
- Christian Gottlieb Jöcher,
- Samuel Johnson,
- Marco Jorio,
- Theodōros Anastasios Kaballiōtēs,
- Joseph Kehrein,
- Klaret,
- Friedrich Kluge,
- Georg Aenotheus Koch,
- Johann Christian Koppe,
- Wilhelm Kosch,
- Matthias Kramer,
- Emmanuel Kriaras,
- Lorenz Kropfitsch,
- Johann Friedrich Krüger,
- Johann Georg Krünitz,
- Johann Gottlieb Kunisch,
- Joseph Kürschner,
- Pierre Larousse,
- Auguste Le Breton,
- Philibert-Joseph Le Roux,
- Firmin Le Ver,
- Jean Leclerc,
- Johann August Lehninger,
- Emil Levy,
- Jakob Levy,
- Matthias Lexer,
- Niccolò Liburnio,
- Henry George Liddell,
- Samuel Linde,
- Renatus Gotthelf Löbel,
- Erhard Lommatzsch,
- Ernst Lommatzsch,
- Carl Günther Ludovici,
- Fabrizio Luna,
- Josua Maaler,
- Lutz Mackensen,
- Akram Malakzay,
- John Edmond Mansion,
- Charles Maquet,
- Francis Andrew March,
- Jaume March,
- Gabriel Meurier,
- Johann Georg Meusel,
- Johann Heinrich Meynier,
- Henriette Michaelis,
- Kārlis Mīlenbahs,
- Lucilio Minerbi,
- William C. Minor,
- John Minsheu,
- Adam Erdmann Mirus,
- Étienne Molard,
- Philipp Christiaan Molhuysen,
- María Moliner,
- Franco Montanari,
- Morohashi Tetsuji,
- Christoph Cölestin Mrongovius
- Wilhelm Max Müller,
- Horst Haider Munske,
- James Murray,
- Gustav Naan,
- Nathan ben Jechiel,
- Ferdinand Nesselmann,
- Britta Nord,
- Samuel Orgelbrand,
- Antoine Oudin,
- Johann Friedrich Palm,
- Wilhelm Pape,
- Carlo Passerini Tosi,
- Sophie Pataky,
- Hermann Paul,
- Thomas Paulwitz,
- Sauveur-André Pellas,
- Richard Perceval,
- Giacomo Pergamini,
- Friedrich Erdmann Petri,
- Michael Pexenfelder,
- Heinrich August Pierer,
- Johann Friedrich Pierer,
- Peter Pineda,
- JCL Poisle Desgranges,
- Adriano Politi,
- Otto Prinz,
- Willibald Pschyrembel,
- Mary Kawena Pukui,
- Aristide Ambroise Quillet,
- Josette Rey-Debove,
- Hugo Riemann,
- Paul Robert,
- Peter Mark Roget,
- Valentin Rost,
- Heinrich Wilhelm Rotermund,
- Paul Rouaix,
- Karl Sachs,
- Guntram Saladin,
- Leonardo Salviati,
- Daniel Sanders,
- Ambrozije Šarčević,
- Johannes Saß,
- Immanuel Johann Gerhard Scheller,
- Albert Schiffner,
- Gustav Schilling,
- Carl Wilhelm Otto August von Schindel,
- Johann Andreas Schmeller,
- Christian Heinrich Schmid,
- Georg Friedrich August Schmidt,
- Johann Adolph Erdmann Schmidt,
- Johann Gottlob Theaenus Schneider,
- Hans Schröder,
- August Schumann,
- Christian Friedrich Schwan,
- Wolfgang Schweickard,
- Lucio Cristoforo Scobar,
- Robert Scott,
- Johann Seivert,
- Andreas Sennert,
- Mateo Seoane,
- Konstantinas Sirvydas,
- Rudolf J. Slabý,
- William Smellie,
- Colin Smith,
- William Smith,
- Leonhard Wilhelm Snetlage,
- Giovanni Spano,
- Christoph Ernst Steinbach,
- Roger Jacob Steiner,
- Desider Stern,
- Kaspar von Stieler,
- Hans Joachim Störig,
- Joseph Maria Stowasser,
- Friedrich Wilhelm Strieder,
- James Strong,
- Mehmed Süreyya,
- Ulrich Thieme,
- Jack Thiessen,
- Hariton Tiktin,
- Timaios le Sophiste,
- Giovanni Tortelli,
- James Tytler,
- Ienăchiță Văcărescu,
- Gustave Vapereau,
- Filippo Venuti,
- Géraud Venzac,
- Césaire Villatte,
- Girolamo Vittori,
- Johann Karl Christoph Vogel,
- Nikola Vuljanić,
- Gerhard Wahrig,
- Grady Ward,
- Walther von Wartburg,
- Ernst Wasserzieher,
- Noah Webster,
- August Karl Wilhelm Weissenbruch,
- Edwin Bucher Williams,
- Salomon Wininger,
- Eduard Wölfflin,
- Constantin von Wurzbach,
- Johann Heinrich Zedler,
- Martin Zeiller,
- Ladislav Zgusta,
- Wilhelm Ziehr,
- Nicola Zingarelli,
- Paul Zinsli,
- Samuel Löb Zitron,
- Ghil'ad Zuckermann

### Liste de lexicographes français
- Louis Barral
- Henri Basnage de Beauval

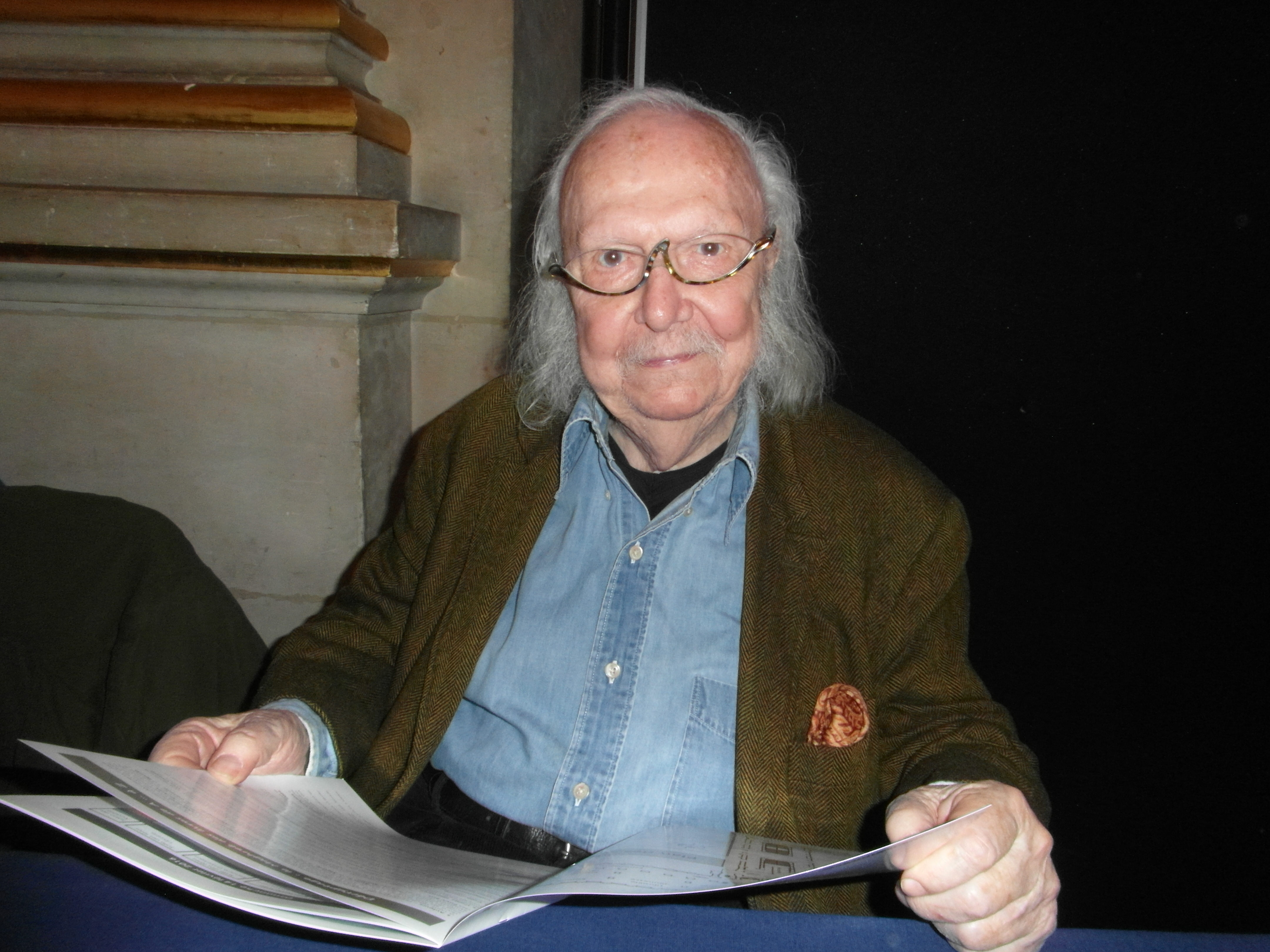
Alain Rey, rédacteur en chef des publications des dictionnaires Le Robert, de 1967 jusqu'à 2020.

- Pierre Augustin Boissier de Sauvages
- Jean-Baptiste Boissière
- Pierre-Claude-Victor Boiste
- Abel Boyer
- Jean-Baptiste Brutel de la Rivière
- Charles du Fresne du Cange
- Alexis Chassang
- Auguste Desgodins
- Antoine Furetière
- Robert Giraud
- Frédéric Godefroy
- Daniel Lacotte
- Pierre Larousse
- Jean-Charles Laveaux
- Émile Littré
- Machir ben Judah
- Charles Muller
- Jean Nicot
- César Oudin
- Jean Pruvost
- Alain Rey
- Josette Rey-Debove
- César-Pierre Richelet
- Paul Robert (lexicographe)
- Jean-Baptiste de La Curne de Sainte-Palaye
- Jacques Savary des Brûlons
- Gérard Taverdet
- Antoine Thomas (linguiste)
- Louis Gustave Vapereau
- Giovanni Veneroni
- Noël-François De Wailly